# George Bovell
George Richard Lycott Bovell III (Port of Spain, 18 juli 1983) is een zwemmer uit Trinidad en Tobago. Hij vertegenwoordigde zijn vaderland op de Olympische Zomerspelen 2000 in Sydney, op de Olympische Zomerspelen 2004 in Athene, op de Olympische Zomerspelen 2008 in Peking en op de Olympische Zomerspelen 2012 in Londen. Bovells moeder, Barbara Bishop, nam namens Barbados deel aan het atletiektoernooi van de Olympische Zomerspelen 1972 in München, zijn broer Nick nam als zwemmer deel aan de Olympische Zomerspelen van 2008.

## Carrière
Bij zijn internationale debuut, op de Olympische Zomerspelen van 2000 in Sydney, strandde Bovell in de series van de 100 meter vrije slag en van de beide wisselslagafstanden (200 en 400 meter).
Op de wereldkampioenschappen zwemmen 2001 in Fukuoka eindigde de Trinidadiaan als vierde op de 200 meter wisselslag, op de 100 meter vrije slag en de 400 meter wisselslag werd hij uitgeschakeld in de series.
Tijdens de wereldkampioenschappen kortebaanzwemmen 2002 in Moskou eindigde Bovell als zevende op de 200 meter wisselslag, op de 200 meter vrije slag en de 100 meter wisselslag strandde hij in de halve finales.
In Barcelona nam de Trinidadiaan deel aan de wereldkampioenschappen zwemmen 2003. Op dit toernooi eindigde hij als vijfde op de 200 meter wisselslag, op de 200 meter vrije slag werd hij uitgeschakeld in de series. Op de Pan-Amerikaanse Spelen 2003 in Santo Domingo veroverde Bovell de gouden medaille op de 200 meter vrije slag en de 200 meter wisselslag, op de 100 meter vrije slag en de 100 meter rugslag mocht hij de zilveren medaille in ontvangst nemen.
Tijdens de Olympische Zomerspelen van 2004 sleepte de Trinidadiaan, achter de Amerikanen Michael Phelps en Ryan Lochte, de bronzen medaille in de wacht op de 200 meter wisselslag. Hiermee werd hij de eerste zwemmer uit Trinidad en Tobago die een olympische zwemmedaille mee naar huis mocht nemen. Op zowel de 100 als de 200 meter vrije slag strandde hij in de halve finales.

### 2006-heden
In Victoria nam Bovell deel aan de Pan Pacific kampioenschappen zwemmen 2006, op dit toernooi eindigde hij als achtste op de 50 meter vrije slag en als vijftiende op de 100 meter vrije slag.
Op de wereldkampioenschappen zwemmen 2007 in Melbourne werd de Trinidadiaan uitgeschakeld in de series van zowel de 50 als de 100 meter vrije slag. Tijdens de Pan-Amerikaanse Spelen 2007 in Rio de Janeiro legde Bovell beslag op de bronzen medaille op de 50 meter vrije slag, op de 100 meter vrije slag eindigde hij op de zevende plaats.
In Manchester nam de Trinidadiaan deel aan de wereldkampioenschappen kortebaanzwemmen 2008, op dit toernooi eindigde hij als achtste op de 100 meter wisselslag en strandde hij in de halve finales van de 50 meter vrije slag. Op de Olympische Zomerspelen van 2008 in Peking was Bovell de vlaggendrager van zijn land. In het zwembad werd hij uitgeschakeld in de halve finales van de 50 meter vrije slag en in de series van de 100 meter vrije slag.
Tijdens de wereldkampioenschappen zwemmen 2009 in Rome eindigde de Trinidadiaan als zevende op de 50 meter vrije slag, op de 100 meter vrije slag strandde hij in de series.
In Irvine nam Bovell deel aan de Pan Pacific kampioenschappen zwemmen 2010. Op dit toernooi eindigde hij als vijftiende op de 50 meter vrije slag, op de 100 meter vrije slag werd hij uitgeschakeld in de series. Op de wereldkampioenschappen kortebaanzwemmen 2010 in Dubai eindigde de Trinidadiaan als vierde op de 100 meter wisselslag, op de 50 meter vrije slag strandde hij in de halve finales.
Tijdens de wereldkampioenschappen zwemmen 2011 in Shanghai eindigde Bovell als zevende op de 50 meter vrije slag.
In Londen nam de Trinidadiaan deel aan de Olympische Zomerspelen van 2012. Op dit toernooi eindigde hij als zevende op de 50 meter vrije slag, op de 100 meter rugslag werd hij uitgeschakeld in de series. Op de wereldkampioenschappen kortebaanzwemmen 2012 in Istanboel veroverde Bovell de bronzen medaille op de 100 meter wisselslag, op de 50 meter vrije slag eindigde hij op de vierde plaats.

## Internationale toernooien
| Jaar | Olympische Spelen                                           | WK langebaan                                               | WK kortebaan                                               | PanPacs                                                | Pan-Ams                                                            |
| ---- | ----------------------------------------------------------- | ---------------------------------------------------------- | ---------------------------------------------------------- | ------------------------------------------------------ | ------------------------------------------------------------------ |
| 2000 | 59e 100m vrije slag 26e 200m wisselslag 36e 400m wisselslag |                                                            | geen deelname                                              |                                                        |                                                                    |
| 2001 |                                                             | 20e 200m vrije slag 4e 200m wisselslag 18e 400m wisselslag |                                                            |                                                        |                                                                    |
| 2002 |                                                             |                                                            | 14e 200m vrije slag 13e 100m wisselslag 7e 200m wisselslag | geen deelname                                          |                                                                    |
| 2003 |                                                             | 10e 200m vrije slag 5e 200m wisselslag                     |                                                            |                                                        | 100m vrije slag · 200m vrije slag · 100m rugslag · 200m wisselslag |
| 2004 | 11e 100m vrije slag · 11e 200m vrije slag · 200m wisselslag |                                                            | geen deelname                                              |                                                        |                                                                    |
| 2005 |                                                             | geen deelname                                              |                                                            |                                                        |                                                                    |
| 2006 |                                                             |                                                            | geen deelname                                              | 8e 50m vrije slag 15e 100m vrije slag                  |                                                                    |
| 2007 |                                                             | 17e 50m vrije slag 47e 100m vrije slag                     |                                                            |                                                        | 50m vrije slag · 7e 100m vrije slag                                |
| 2008 | 11e 50m vrije slag 20e 100m vrije slag                      |                                                            | 9e 50m vrije slag 8e 100m wisselslag                       |                                                        |                                                                    |
| 2009 |                                                             | 7e 50m vrije slag 26e 100m vrije slag                      |                                                            |                                                        |                                                                    |
| 2010 |                                                             |                                                            | 10e 50m vrije slag 4e 100m wisselslag                      | 15e 50m vrije slag 29e 100m vrije slag 17e 50m rugslag |                                                                    |
| 2011 |                                                             | 7e 50m vrije slag                                          |                                                            |                                                        | geen deelname                                                      |
| 2012 | 7e 50m vrije slag 29e 100m rugslag                          |                                                            | 4e 50m vrije slag · 100m vrije slag                        |                                                        |                                                                    |

## Persoonlijke records
Bijgewerkt tot en met 20 oktober 2012
Kortebaan
| Afstand         | Tijd    | Datum           | Plaats    |
| --------------- | ------- | --------------- | --------- |
| 50m vrije slag  | 20,82   | 14 oktober 2012 | Stockholm |
| 100m vrije slag | 47,06   | 25 maart 2004   | New York  |
| 200m vrije slag | 1.44,81 | 25 maart 2004   | New York  |
| 100m wisselslag | 51,97   | 20 oktober 2012 | Berlijn   |
| 200m wisselslag | 1.53,93 | 25 maart 2004   | New York  |

Langebaan
| Afstand         | Tijd    | Datum            | Plaats |
| --------------- | ------- | ---------------- | ------ |
| 50m vrije slag  | 21,20   | 31 juli 2009     | Rome   |
| 100m vrije slag | 48,82   | 29 juli 2009     | Rome   |
| 200m vrije slag | 1.49,48 | 15 augustus 2004 | Athene |
| 200m wisselslag | 1.58,80 | 19 augustus 2004 | Athene |